# Velká Širta
Velká Širta (rusky Большая Ширта) je řeka v Jamalo-něneckém autonomním okruhu Ťumeňské oblasti v Rusku. Je dlouhá 306 km. Povodí má rozlohu 10 200 km².

## Průběh toku
Povodí řeky představuje nejméně bažinatou část Západosibiřské roviny. Je pravým přítokem Tazu.

## Vodní stav
Zdroj vody jsou sněhové a dešťové srážky.